# サウンドノベルツクール
『サウンドノベルツクール』は、アスキーから発売されたサウンドノベル制作ソフト。1996年5月31日にスーパーファミコン用ソフトとして発売された。後にプレイステーション、セガサターン用ソフトとして続編も発売されている。

## 概要
RPGツクールなどと同じ、「アスキーツクールシリーズ」の1つとして発売された。
様々な命令、画像、音楽を組み合わせてオリジナルのサウンドノベルを制作することができる。画像、音楽はあらかじめ用意されたものの他、自分で作ったものも使用できる。
サテラビュー対応で、衛星データ放送を介して新しい素材をダウンロードすることができた。同社の発売した音楽製作ツールソフト『音楽ツクール かなでーる』（1996年）で作曲したBGMを使うことも可能。
ターボファイルツインあるいはサテラビュー用メモリーパックにデータを保存することができる。
本作には参考用としてサンプルゲームが1本収録されている。
本作の発売元であるアスキー主催の「第2回アスキーエンタテインメントソフトウェアコンテスト」では本作も選考対象ソフトとして採用されている。

## ゲーム内容
本作では背景画像、音楽、効果音、演出効果などを設定し、それらとテキストを組み合わせる事でサウンドノベル作品が製作できるようになっている。また、ゲームソフト『かまいたちの夜』（1994年）のように人物像をシルエットで表示する事も出来るようになっている。
本作には背景グラフィックが60種類、人物シルエットが28種類、演出効果が7種類、BGMが60種類、SEが256種類用意されている 。
背景グラフィック
8種類のカラーから選択できるようになっており、他にも横スクロールやラスタースクロール、振動やフラッシュなどの効果が設定できるようになっている。背景の一つである洋館は、東京都新宿区信濃町にある「デ・ラランデ邸」が使用されている。
シルエットグラフィック
男性、女性、子供の他に妖精なども含まれており、カラーバリエーションは8種類用意されている。
演出
降雨、降雪、人魂、落雷、飛び散る液体、斬られる、流れる液体の7種類が存在し、それぞれ8種類のカラーバリエーションがある。
BGM
シリアスな曲から明るい曲調のもの、短いジングルなどが収録されている。
SE
雷鳴や風、歩く靴音、笑い声、電話、車の走行音などが収録されている。

### サンプルゲーム
『サウンドノベル劇場 夏の樹に棲む妖精（ニンフ）』
シナリオは寺田憲史が担当している。前編・後編からなる。
ストーリー
主人公は8歳の夏休みに、親戚の叔父の家で「夏樹」という妖精のように透明感のある女の子と出逢う。彼女に惹かれる主人公であったが、父親の仕事の都合で叔父の家から帰宅する事となり、彼女とは会えなくなってしまう。10年後、彼女から主人公あてに電子メールが送られてきて、「想い出の樹の下でまた会いたい」という内容だった。主人公は夏休みを利用し、夏樹のいる山へと向かう。
主な登場人物
主人公
名前は設定されておらず、入力もできない。
18歳の高校3年生。童貞であることをコンプレックスに思っており、早く大人になりたいと願っている青年。
パソコン通信で「いい音五人衆」というハンドルネームを名乗っていたが、それが原因で昔出会った少女と再会することになる。しかし…
夏樹（なつき）
主人公が幼い頃に出会った謎の少女で、彼のファーストキスを奪った相手。パソコン通信を介して主人公に、また会いたいと誘うが…
スタッフ
ソフト製作
- 企画・制作 
  - 株式会社アスキー（ログインソフト編集部） 
    - プロデューサー：川村篤
    - ディレクター：池田国人、高見大三郎
    - スーパーバイザー：青山豊
    - サウンドディレクター：有坂光弘

- プログラム 
  - 株式会社サクセス 
    - スーパーバイザー：吉成隆杜
    - プログラマー：笹瑞穂、小嶋俊晴
    - グラフィックデザイナー：今正史
    - グラフィック協力：宇井照子、町田孝幸

- サウンドプログラム 
  - 磯田重晴

パッケージイラスト
- 山内真

サンプルゲームシナリオ
- 寺田憲史

## 評価
ゲーム誌『ファミリーコンピュータMagazine』の読者投票による「ゲーム通信簿」での評価は以下の通りとなっており、21.2点（満30点）となっている。
| 項目 | キャラクタ | 音楽 | お買得度 | 操作性 | 熱中度 | オリジナリティ | 総合 |
| 得点 | 3.1        | 4.1  | 3.3      | 3.2    | 3.6    | 3.8            | 21.2 |

## 続編
『サウンドノベルツクール2』は、アスキーから発売されたゲームソフト。1997年9月25日にプレイステーション用ソフトとして発売された。また同年の12月18日に、セガサターン版も発売されている。仕様はほぼ同じだが、セガサターン版が後発というのもあり、新たなグラフィックや音楽が追加されている。
後者はセガサターン用キーボードも使用できる。
前作同様にサンプルゲームが収録されており、本作では4種類収録されている。

### ゲーム内容

#### サンプルゲーム
青春アドベンチャー「卒業証書」(PS版のみ)
TBSラジオの番組『伊集院光 深夜の馬鹿力』との連動企画によって生まれたサンプルゲームで、前編と、4種類の後編からなる。
番組中にストーリーを紹介し、リスナーが話の続きを応募するという形で製作された。3000通以上に及ぶ応募の中から、伊集院光自らがストーリーを作成しており、27通りの結末が用意されている。
お料理サウンドノベル「ユキピーの最短で三分、ヘタすりゃ三世紀クッキング」(SS版のみ)
上記の「卒業証書」と同様、『伊集院光 深夜の馬鹿力』との連動企画によって生まれたサンプルゲームで、料理番組モチーフのほぼギャグ作品。こちらも27通りの結末が用意されている。
スリル&サスペンス「地下の記憶」
前後編からなるシナリオ。説明書では「本ソフトで実行できる命令をバランスよく配置したゲーム」と謳われている。
ラブ&アドベンチャー「おもいでの花」
恋愛アドベンチャーゲームを意識したシナリオ。ストーリーは基本的に一本道だが、結末は複数用意されている。
コミカルアドベンチャー「逆版パラダイス」
雑誌週刊ファミ通のスタッフがリレー形式で執筆した物語で、「A」と「B」の2種類のバージョンが用意されている。分岐内容は全て違うスタッフが担当しており、「行き当たりばったりのシュールなゲーム」と銘打たれている。

### 他機種版
| No. | 発売日         | 対応機種     | タイトル                | 開発元   | 発売元   | メディア | 型式    | 売上本数 | 備考 |
| --- | -------------- | ------------ | ----------------------- | -------- | -------- | -------- | ------- | -------- | ---- |
| 1   | 1997年12月18日 | セガサターン | サウンドノベルツクール2 | サクセス | アスキー | CD-ROM   | T-2108G | -        | -    |

### スタッフ
- エグゼクティブプロデューサー：浜村弘一
- プロデューサー：杉内賢次
- メインディレクター：池田国人
- ディレクター：加藤顕、中西保臣
- 企画原案：高見大三郎
- プログラム：小嶋俊晴、嶋作直樹、水落博英
- プログラムアドバイザー：笹瑞穂
- パッケージデザイン：草野剛、仙木肇
- グラフィックデザイナー：稲川征史、今正史
- アシスタントデザイナー：宇井照子、熊谷美帆、小林直幹、今野恵美、清水謙、松岡真一、矢野智美、山崎俊吾
- サウンド：有限会社ワームジェッツ
- ミュージックコンポーザー：大河雄一郎、山田靖子、メガネボンパンチ
- サウンドエフェクト：大河雄一郎、NITOMI
- 営業：小宮英武、結城光弘
- 宣伝：山崎彰叙、黛慎一
- 解説書：有限会社超音速、庭山明子
- パッケージイラスト：山内真
- 協力：永峰孝紀、ノッチで～す、堀内ヒデフミ
- 背景写真撮影：株式会社グレート兄弟社 
  - 池田国人、加藤顕、中居中也、中西保臣、柳原博文
- 『遠景』撮影協力 
  - 「木造校舎」：美杉リゾート株式会社 美杉ビレッジ
  - 「洋館」：三島食品工業株式会社 デ・ラランデ邸、The HOUSE of 1999、萌黄の館
  - 「遊園地」：株式会社 鈴鹿サーキットランド 多摩テック
  - 「モデルハウス」：竹中工務店グループ 日本ホームズ
  - 「アンティークショップ」：株式会社 キーウエスト
  - 「ホテル」：ヤマハリゾート株式会社 キロロ、株式会社 キロロ開発
- シルエットモデル協力：大貫智子、大貫愛梨菜、武田洋子、永倉麗子、林千景、平山秀久乃、淵江未夏、宮家里美、池田国人、加藤顕、中西保臣
- 声の出演：大貫愛梨菜、押見充利、坂口和代
- サンプルゲームデザイン 
  - 『地下の記憶』制作：山口芳宏
  - 『おもいでの花』制作：植村更
  - 『卒業証書』制作協力 
    - TBSラジオスタッフ 
      - パーソナリティ：伊集院光
      - プロデューサー：牧巌
      - ディレクター：池田卓生
      - ミキサー：平井郁雄
      - アシスタントディレクター：柳沢真
      - 構成作家：松上元来、渡辺雅史

    - 文章提供：いそべ巻き、犬ころ、大野ガンバレ、俺偉人伝、KAKUSAN、機関車トースト、けんすけ、シートン動物記、社長といえばあのジジイ、テレフォンもんがもんが、ドドンゴ幹夫、鳴河しょう一、なると一本食い、パパパンチ、原田修明、マック&ハリー、村松修身、モルハチ
    - サンプルゲーム作成協力：TBSラジオ【伊集院光のUP'S 深夜の馬鹿力】『サウンドノベルツクーレのコーナー』

  - 『逆版パラダイス』制作協力 
    - ファミ通スタッフ 
      - アドルフ石田、あらじ谷塚、池袋ラクセル、イハリン、岩井半四郎、内田利奈、エディ是枝、カエル大宮、風のように永田、かどまん大塚
      - 金子亮、上妻紳一、キッシー嵐山、金の小野B、久賀っち、倉賀野太郎、ゲーム小杉、斎藤マユマユ、酒井K太、真田虫
      - ジジイ重三、ジャムパン、シン荒沢、鈴エリ横丁、鈴木秀明、戦闘員まるこ、チップス小沢、チャンコ増田、デビル藤原、ときめき2号
      - 忍者増田、バカタール加藤、葉山の西部、フランソワ林、本田慈庵、ポルノ鈴木、マクニール石井、ミサイル小野、水ピン、MIDIはらふじ
      - もげもげ斎藤、山本ペンキ、遊佐地獄、乱舞吉田、ルパン小島、レオナ海老原、ローリング内沢、ロマン鈴木、ワイフ金井、渡辺美紀
- スペシャルサンクス：池端淳一、和泉寛之、小田嗣弘、川島俊治、葛目元公、近藤晃功、佐々木真、笹山慎一郎、猿山貴志、鈴木毅夫、宅野栄晃、竹本賢太郞、堀合将仁、中島一郎、中村龍一、山口勝可、えいとら、吉村賢樹
- 制作協力：TBSラジオ、ホリプロ
- 担当：吉田亨
- スーパーバイザー：吉成隆杜

### 評価
- ゲーム誌『ファミコン通信』の「クロスレビュー」では合計31点（満40点）でシルバー殿堂入りを獲得した[5]。